# Anne-Lise Bardet
Anne-Lise Bardet (Oyonnax, 18 novembre 1974) è un'ex canoista francese.

## Palmarès
- Giochi olimpici

Sydney 2000: bronzo nello slalom K1.
- Mondiali - Slalom

Bourg St.-Maurice 2002: oro nel K1 a squadre.
- Europei - Slalom

Bratislava 2002: bronzo nel K1 a squadre.